# Tom Barrise
Tom Barrise (nacido el 3 de febrero de 1954 en Paterson, Nueva Jersey) es un entrenador  de baloncesto estadounidense que perteneció durante ocho temporadas al equipo técnico de los New Jersey Nets de la NBA, ejerciendo como interino en la temporada 2009-10.

## Trayectoria deportiva

### Universidad
Jugó durante cuatro temporadas con los Knights de la Universidad Fairleigh Dickinson, donde practicaba también el fútbol.

### Entrenador
Comenzó su andadura como entrenador ejerciendo diferentes roles durante años en distintas universidades, como las de St. Peter’s College, Fairfield, East Carolina, Jacksonville, William Paterson College y Fairleigh Dickinson, hasta que en 1992 se hizo cargo del Ramapo College como primer entrenador, al que dirigió durante 3 temporadas, llevándoles por primera vez en su historia a tener dos temporadas ganadoras consecutivas.
En 2003 entró a formar parte del equipo técnico de los New Jersey Nets, ejerciendo como asistente con Lawrence Frank y Kiki Vandeweghe hasta 2010, cuando fue nombrado asistente especial del presidente del club Rod Thorn. Previamente había sustituido de forma interina a Lawrence Frank, tras un desastroso comienzo de temporada de 16 derrotas consecutivas.

## Estadísticas
| Equipo     | Temp.   | P | V | D | %V-D | Finalizó   | PP | VP | DP | %V-DP | Resultado |
| ---------- | ------- | - | - | - | ---- | ---------- | -- | -- | -- | ----- | --------- |
| New Jersey | 2009-10 | 2 | 0 | 2 | .000 | (interino) | —  | —  | —  | —     | —         |
| Total      |         | 2 | 0 | 2 | .000 |            | —  | —  | —  | —     |           |